# Estación Terrena Goonhilly

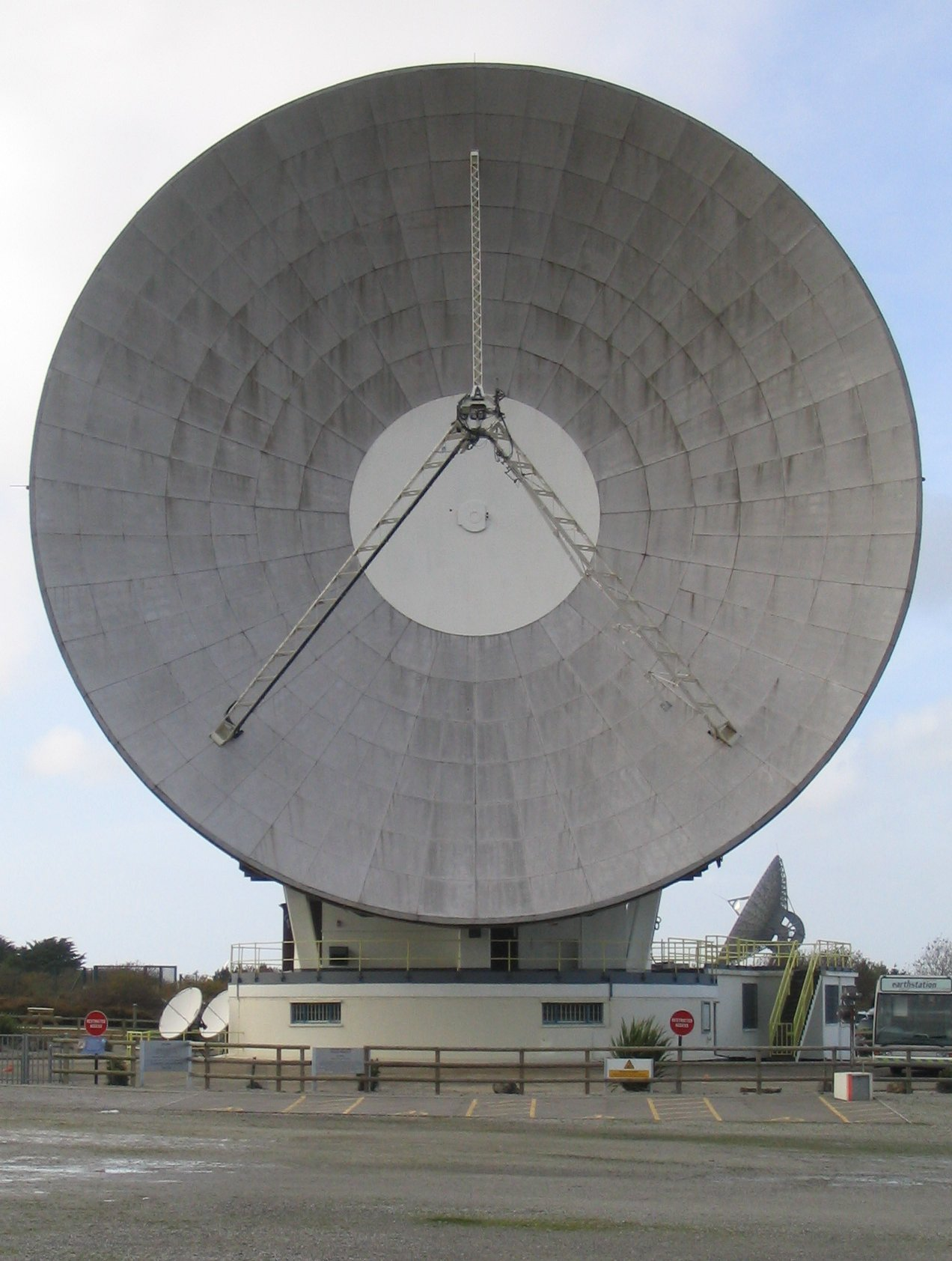
"Arthur", la primera Antena parabólica satelital del mundo

La estación terrestre Goonhilly es un gran sitio de telecomunicaciones o Telepuerto situado en Goonhilly Downs, cerca de Helston en la península de Lizard en Cornualles, Reino Unido . Es propiedad de BT Group, y era en un tiempo la más grande estación terrestre satelital en el mundo, con más de 25 parabólicas de comunicación en uso y más de 60 en total. El sitio también conecta con cables submarinos.

## Historia
Su primer plato, la Antena Uno (llamada "Arthur"), fue construida en 1962 para enlazar con el satélite Telstar. Fue el primer diseño parabólico abierto y es de 25,9 metros de diámetro y un peso de 1.118 toneladas. Después de Pleumeur Bodou (Bretaña), que recibió las primeras transmisiones transatlánticas de televisión en vivo desde los Estados Unidos a través del satélite Telstar a las 0:47 GMT del 11 de julio de 1962, Arthur recibió su primer video ese mismo día. Ahora es un Monumento clasificado Grado II y por tanto está protegido.
El lugar se eligió porque era llano, con buena visibilidad del horizonte y porque su superficie rocosa podría resistir el enorme peso de la primera antena planificada.
Durante los 46 años que estuvo en funcionamiento, permitió la retransmisión de varios de los momentos más significativos de la segunda mitad del siglo XX, eventos tales como los combates de Muhammad Ali, los Juegos Olímpicos, la llegada del hombre a la luna o el concierto Live Aid en 1985.
En 2012, al cumplirse 50 años de su apertura, el gobierno anunció un fondo de 7 millones de libras para acondicionar el sitio para comunicaciones con el espacio profundo.

## Estadísticas
El plato más grande del sitio, llamado "Merlín", tiene un diámetro de 32 metros. Otros platos llevan nombres de personajes de la leyenda del Rey Arturo (como Ginebra, Tristán e Isolda) mucha de la cual tiene lugar en la región de Cornualles.
La estación es alimentada por la red eléctrica nacional de Gran Bretaña. Si la energía fallara, todo el equipo esencial funcionaría con grandes baterías por un máximo de 20 minutos, tiempo durante el cual generadores diesel de cuatro megavatios se harían cargo. La granja de aerogeneradores cercana no es parte del complejo.

## Cierre
El 12 de septiembre de 2006, la empresa BT anunció que cerraría las operación satelital en Goonhilly en 2008, y trasladaría la actividad al Centro de Comunicaciones Madley, en Herefordshire, lo que hace de esa estación terrestre la única de BT y la más grande en el mundo. [cita requerida]

## Centro de visitantes
Hasta la Pascua de 2010, el sitio tenía un centro de visitantes en el interior del cual la Galería "Tierra Conectada" contaba la historia de las comunicaciones por satélite. Había muchas otras exhibiciones interactivas, una cafetería, una tienda y una de los más rápidas cibercafés de Gran Bretaña (con una conexión de un gigabit y una velocidad máxima teórica por iMac de 100 Mbit). También había giras por todo el sitio principal de BT y por el interior de la antena Arturo.
En su mejor momento, el sitio atrajo a unos 80.000 visitantes al año, pero en marzo de 2010 BT anunció que el centro de visitantes sería "Cerrado por Pascua y más allá, hasta nuevo aviso".

## Futuro
El 11 de enero de 2011 se anunció que parte del sitio se iba a vender para crear un centro de la ciencia espacial. Esto implicará actualizar algunos de las antenas para que sean adecuadas para la "comunicación con las naves de misiones de espacio profundo". Una nueva empresa se ha formado para administrar las operaciones, Goonhilly Earth Station Ltd. La empresa arrendará la mayoría de las antenas durante al menos tres años, con la opción de comprar todo el complejo en el futuro.
Hay planes para conectar uno o varios de los platos Goonhilly en las redes mundiales de Radiointerferómetros de astronomía.
También hay planes para actualizar el antiguo centro de visitantes en "un centro de difusión que promueva el espacio y la ciencia espacial para los visitantes, incluidos los residentes locales y las escuelas".

## Antenas
Las antenas del complejo son:
- Arthur (Goonhilly 1), construida en 1962. 1.100 toneladas, 25,9 metros. Diseñada para Telstar, más recientemente utilizado para la comunicación con los satélites INTELSAT sobre el Océano Índico.
- Uther (Goonhilly 2), construida en 1968. ~ 1.000 toneladas, 27,4 metros. En primer plato que hubo que desmantelar (en 2005) debido a la edad y las inclemencias del tiempo.
- Ginebra (Goonhilly 3), construida en 1972. 29,6 metros. Se utiliza para la comunicación con los satélites INTELSAT sobre el Océano Índico, atendiendo a Australia, China, Hong Kong, Irán, Japón, Corea, Singapur y la India.
- Lancelot (Goonhilly 4), construida en 1978. Diseñada para ponerse en contacto con satélite de prueba orbital de la ESA, más recientemente usado para comunicaciones comerciales transatlánticas.
- Geraint (Goonhilly 5). 14,2 metros. Trabajó en colaboración con los mini-platos de los alrededores para comunicarse con el satélite INMARSAT sobre el océano Atlántico.
- Merlin (Goonhilly 6), construida en 1985. 390 toneladas, 32 metros. Es el más poderoso y sofisticado plato. Famosa por la retransmisión del concierto Live Aid en 1985 a dos mil millones de personas en 100 países, y para transmitir la boda real entre el príncipe Carlos y Diana Spencer.
- Tristan (Goonhilly 7), construida en 1983. 13 metros. Formó parte del servicio de INMARSAT. Servicios de televisión, noticias, entre Europa, Oriente Medio y Nueva York.

## Galería

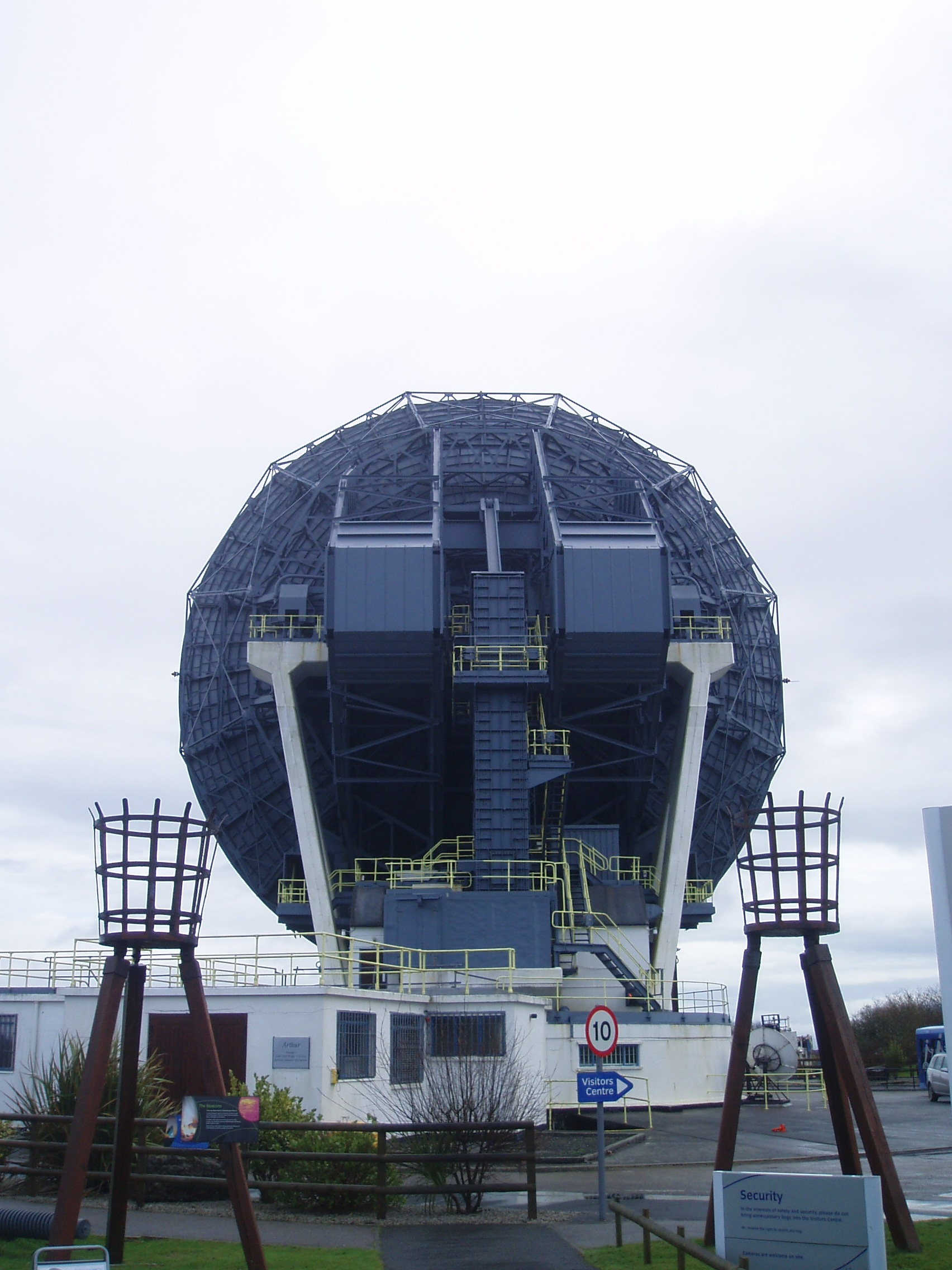
Vista posterior de "Arturo"
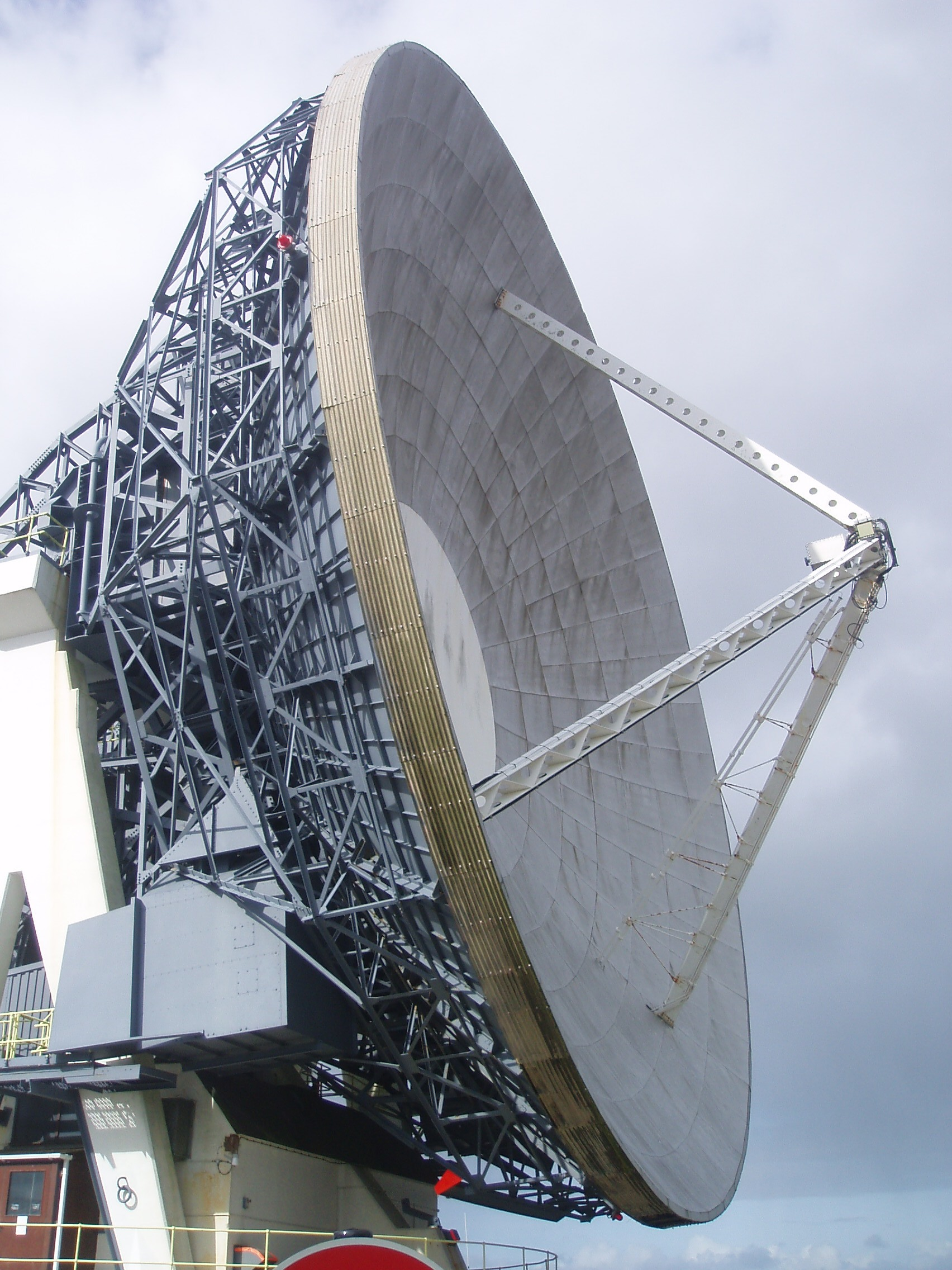
Vista lateral de "Arturo"
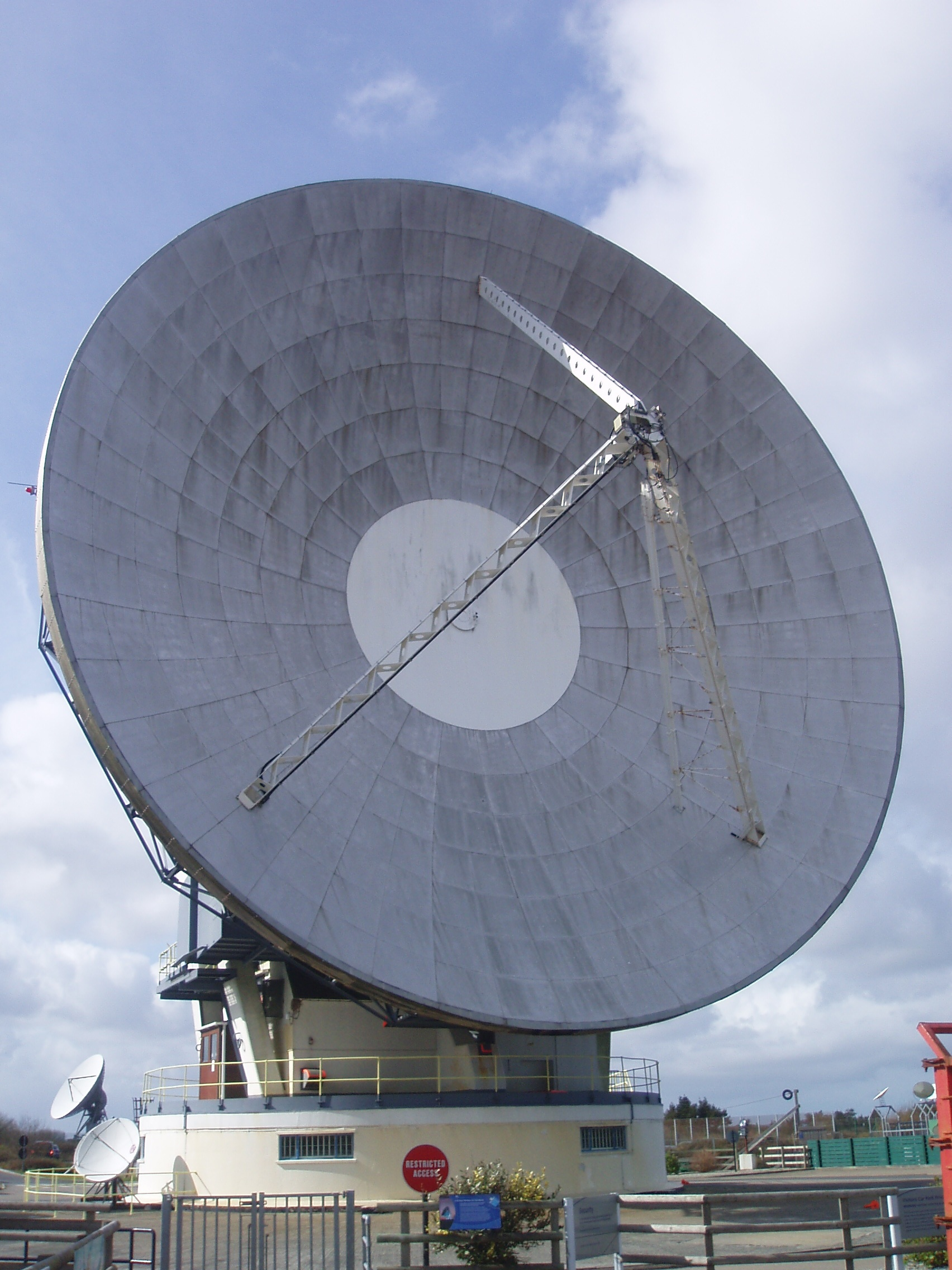
Vista frontal de "Arturo"